# Freya (Schiff, 1900)
Die Freya war das dritte Schiff der Victoria-Louise-Klasse, einer Klasse von fünf als Panzerdeckskreuzer ausgeführten Kreuzern II. Klasse der Kaiserlichen Marine. 1899 wurde das Schiff zum Großen Kreuzer umklassifiziert. Es diente hauptsächlich als Versuchs- und Schulschiff und wurde 1921 abgewrackt.

## Bau und erste Einsatzzeit
Die Ersatz Freya wurde als drittes Schiff ihrer Klasse am 2. Januar 1896 auf der Kaiserlichen Werft Danzig auf Kiel gelegt und stand dort am 27. April 1897 zum Stapellauf bereit. Nach einer Rede von Prinz Heinrich von Preußen wurde der Neubau durch Königin Charlotte von Württemberg getauft und erhielt dabei den Namen einer germanischen Göttin.
Während der nach der Fertigstellung des Schiffs anstehenden Werfterprobungen stellte sich heraus, dass die verwendeten Kessel schadhaft waren und bei ihrem Lieferanten, der Berliner Maschinenbau-AG „Germania“, reklamiert werden mussten. Diese stellte ihrerseits Regressforderungen an den französischen Hersteller Niclausse, der sich zu einem begrenzten kostenlosen Ersatz bereit erklärte. Nur wenig später stellte sich jedoch heraus, dass die Maschinenbau-AG „Germania“ grobe Fehler beim Einbau verschiedener Kesselbauteile gemacht hatte. Die Schwierigkeiten mit den Kesseln der Freya und auch der Hertha sowie die Vielzahl der verwendeten Kesselbauarten in der Kaiserlichen Marine führten schließlich seitens des Reichsmarineamtes zur Entwicklung eines Standardkessels auf Basis einer Konstruktion der britischen Firma Thornycroft, der schlicht „Marinekessel“ genannt wurde.
Aufgrund der Probleme mit der Kesselanlage konnte die Freya erst am 20. Oktober 1900 als letztes Schiff ihrer Klasse in Dienst gestellt werden, um Probefahrten durchzuführen. Der Kreuzer wurde dabei formell dem I. Geschwader als Ersatz für das Panzerschiff Sachsen zugeteilt, nahm jedoch nur zeitweise an Geschwadermanövern teil. Im März 1901 wurde das Schiff in Kiel in der Nähe der Germaniawerft von einem im Umbau befindlichen türkischen Panzerschiff leicht gerammt, nachdem auf diesem die Vertäuung brach. Die Probefahrten endeten am 8. Juni 1901 in Wilhelmshaven mit der Außerdienststellung des Schiffes.
Am 3. Mai 1902 wurde die Freya wieder in Dienst gestellt und dem im Dezember des Vorjahres gebildeten Artillerie-Versuchskommando zugeteilt. Dieses hatte die Aufgabe, die Artillerietechnik weiterzuentwickeln, und nutzte den Kreuzer als Versuchsschiff. Unterbrochen wurde diese Tätigkeit im August, da das Schiff als Aufklärer an den Herbstmanövern der Flotte teilnahm, bei denen es Anfang September einen Kesselschaden erlitt. Am 15. September stand die Freya dem Versuchskommando wieder zur Verfügung. Bei einem Zusammenstoß mit der als Tender dienenden Brummer am 13. November erlitt das Schiff keine Schäden. Nachdem der Einsatz im Jahr 1903 dem des Vorjahres geglichen hatte, ohne dass besondere Ereignisse auftraten, wurde der Kreuzer am 11. Januar 1904 in Wilhelmshaven außer Dienst gestellt.

## Dienst als Schulkreuzer
Das zunehmende Alter der als Schulschiffe eingesetzten Kreuzerfregatten der Bismarck-Klasse machte einen Ersatz der dieser Aufgabe nicht mehr genügenden Schiffe durch modernere Einheiten nötig. Da der Marine zum Bau von Spezialschiffen die finanziellen Mittel fehlten, griff sie auf die Einheiten der Victoria-Louise-Klasse zurück, die zwar nur wenige Jahre alt, jedoch bereits durch die Entwicklung im Kriegsschiffbau überholt und daher für den Frontdienst nicht mehr geeignet waren. Die Freya wurde ab 1906 von der Kaiserlichen Werft Wilhelmshaven für den neuen Einsatzzweck hergerichtet, wobei man unter anderem die Bewaffnung änderte. Im Gegensatz zu den vier anderen Schiffen der Klasse behielt man jedoch die drei Schornsteine des Schiffs bei.
Am 4. April 1907 wurde die Freya wieder in Dienst gestellt. Nach dem Abschluss von Probefahrten kamen Anfang Mai die ersten Seekadetten und Schiffsjungen an Bord und das Schiff trat eine kurze Kreuzfahrt in die westliche Ostsee an und nahm anschließend an der Kieler Woche teil, die in diesem Jahr ihr 25-jähriges Jubiläum hatte. Am 19. Juli begann die erste große Ausbildungsfahrt der Freya, die in die Nordsee und den Nordatlantik sowie über die Kanaren ins Mittelmeer führte. Am 18. März 1908 war der Kreuzer in Kiel zurück. Bereits zwei Monate später begann die zweite große Ausbildungsreise, deren Ziel US-amerikanische und karibische Gewässer waren. Nach fast zehnmonatiger Fahrt erreichte das Schiff am 8. März 1909 seinen Heimathafen Kiel.
Die dritte Reise begann am 2. Juni 1909 und führte zunächst nach Norwegen. Nach kurzen Aufenthalten in Cuxhaven und Wilhelmshaven lief die Freya über Funchal und Teneriffa weiter ins Mittelmeer. In Alexandria konnte die Besatzung des Schiffs bei der Bekämpfung eines Brandes helfen. Die Fahrt endete am 28. März 1910 in Wilhelmshaven, wo die Jahresüberholung des Kreuzers durchgeführt wurde. Nach deren Abschluss folgte bis Ende Juli eine zweimonatige Ausbildungsfahrt in norwegische Gewässer.
Die Freya lief am 1. August 1910 für eine Fahrt nach Mexiko aus, wo es das Deutsche Reich an den Feierlichkeiten anlässlich der 100-jährigen Unabhängigkeit Mexikos vertreten sollte. Das Schiff erreichte mit einer Sondergesandtschaft an Bord am 3. September Veracruz. Kapitän zur See Schaumann, der Kommandant der Freya, begab sich am 7. September gemeinsam mit seinem Stab nach Mexiko-Stadt und wurde drei Tage später vom mexikanischen Staatspräsident Porfirio Díaz empfangen. Am 16. September fand in der Stadt die Enthüllung eines von Kaiser Wilhelm II. gestifteten Denkmals für Alexander von Humboldt statt. Am 22. September schließlich verließ die Freya Veracruz wieder und setzte die Ausbildung während einer Kreuzfahrt durch die Karibik fort. Am 13. März 1911 war das Schiff in Kiel zurück und wurde am 28. März in Danzig außer Dienst gestellt. Die dortige Kaiserliche Werft begann kurz darauf mit der zweiten Modernisierung des Kreuzers, bei der unter anderem die immer noch störanfälligen Niclausse-Kessel gegen acht Marinekessel getauscht wurden und der dritte Schornstein entfiel. Nach Abschluss der Arbeiten verblieb das Schiff als Materialreserve für die Schulkreuzer außer Dienst.

## Einsatz im Ersten Weltkrieg
Mit Ausbruch des Ersten Weltkrieges wurde die Freya wieder aktiviert und der Küstenschutzdivision der Ostsee zugeteilt. Aufgrund einer am 11. August 1914 erlittenen schweren Beschädigung musste das Schiff vorübergehend außer Dienst gestellt werden und wurde bis zum 12. September repariert. Anschließend diente es als Ausbildungsschiff für Heizer und wurde ab April 1915 wieder als Schulschiff für Seekadetten und Schiffsjungen verwendet, nachdem die zu Kriegsbeginn aufgelöste Inspektion des Bildungswesens wieder eingerichtet worden war. Der Kreuzer wurde von Kiel nach Flensburg-Mürwik zur dortigen Torpedostation verlegt, wo es weiter als Schulschiff diente. Es erhielt die Grille als Beischiff zugeteilt. Im Propagandafilm Hein Petersen, vom Schiffsjungen zum Matrosen, der 1917 auf der Torpedostation entstand, wurde auch die Freya gefilmt. Sie versah bis Kriegsende den Dienst des Schulschiffs und wurde schließlich am 18. Dezember 1918 außer Dienst gestellt.

## Verbleib
Die Freya diente zunächst in Hamburg als Wohnschiff für die dortige Polizei. Sie wurde am 25. Januar 1920 aus der Liste der Kriegsschiffe gestrichen, 1921 verkauft und anschließend in Hamburg-Harburg abgewrackt.
Als Ersatz für die Freya wurde ein Schlachtkreuzer der Mackensen-Klasse auf Stapel gelegt. Der Bau wurde kriegsbedingt jedoch letztlich 21 Monate vor der Fertigstellung abgebrochen, der Rumpf am 13. März 1920 behelfsmäßig zu Wasser gelassen und im Folgejahr in Hamburg abgebrochen.

## Kommandanten
| 20. Oktober 1900 bis 8. Juni 1901 | Kapitän zur See Hugo Westphal                     |
| 3. Mai 1902 bis 11. Januar 1904   | Fregattenkapitän/Kapitän zur See Hermann Jacobsen |
| 4. April 1907 bis März 1908       | Kapitän zur See Franz von Holleben                |
| April 1908 bis März 1909          | Kapitän zur See Leberecht Maaß                    |
| 19. März 1909 bis 28. März 1911   | Kapitän zur See Carl Schaumann                    |
| 4. bis 27. August 1914            | Kapitän zur See Max Schlicht                      |
| 12. September 1914 bis März 1915  | Korvettenkapitän Eduard Bartels                   |
| 1. April bis 13. August 1915      | Kapitän zur See Ernst-Oldwig von Natzmer          |
| August 1915 bis Juni 1917         | Kapitän zur See Wilhelm Goetze                    |
| Juni 1917 bis 18. Dezember 1918   | Fregattenkapitän Oskar Böcker                     |

## Bekannte Besatzungsangehörige
- Werner Ehrhardt (1898–1967), war von 1957 bis 1960, als Konteradmiral, erster Kommandeur des Kommandos der Marineausbildung (KdoMarAusb)
- Bernhard Rogge (1899–1982), war von 1957 bis 1962 als Konteradmiral Befehlshaber des Wehrbereichs I